# Shafi Goldwasser
Pour les articles homonymes, voir Goldwasser (homonymie).
Shafi Goldwasser  (hébreu : שפרירה גולדווסר, Shafrira Goldwasser) est une informaticienne américano-israélienne, née le 14 novembre 1958 à New York. Elle est professeure au MIT et à l'Institut Weizmann. Elle a reçu le prix Grace Murray Hopper en 1996, le prix Gödel en 1993 et en 2001 et le prix Turing en 2012, pour ses travaux autour des preuves interactives en théorie de la complexité.

## Biographie
Shafi Goldwasser obtient son B.S. à l'université Carnegie-Mellon, puis son M.S. et son Ph.D. à l'université de Californie à Berkeley (Ph.D. en 1983 sous la direction de Manuel Blum).
Elle enseigne depuis 1983 au MIT, où elle est professeur d'Électronique et Informatique, et où elle a, entre autres, dirigé les thèses de Johan Håstad et Salil Vadhan. Elle est également professeure de Mathématiques depuis 1993 à l'Institut Weizmann.

## Travaux
Ses travaux principaux portent sur la théorie de la complexité, la cryptographie et la théorie algorithmique des nombres. Ses travaux ont rendu possible la génération de nombres pseudo-aléatoires pour une sécurité optimal. Elle a notamment été pionnière dans le domaine des preuves interactives et des preuves à divulgation nulle de connaissance (ZKIP en anglais pour Zero Knowledge Interactive proof).

Elle s'interesse aussi au test de propriété et à l'apprentissage PAC.
Elle a reçu le prix Gödel en 1993 pour l'article On the complexity of interactive proof systems et en 2001 pour Interactive proofs and the hardness of approximating cliques.
Elle a travaillé avec Silvio Micali, et tous deux obtiennent conjointement le prix Turing en 2012.

## Hommages et distinctions
- Prix Gödel (1993 et 2001)
- Prix Grace Murray Hopper (1996)
- RSA Award in Mathematics (1998)
- Élue à l'Académie américaine des arts et des sciences (2001)
- Élue à l'Académie nationale des sciences (2004)
- Athena Lecturer Award de l'Association for Computing Machinery (2008)
- Prix IEEE Emanuel R. Piore (2011)
- Prix Turing (2012)